# Ceroplesis mucorea
Ceroplesis mucorea är en skalbaggsart som först beskrevs av Hermann Julius Kolbe 1893.  Ceroplesis mucorea ingår i släktet Ceroplesis och familjen långhorningar. Inga underarter finns listade i Catalogue of Life.